# Museumsbahn Blonay-Chamby
De Blonay-Chamby museumspoorweg, afgekort BC, (Frans: Chemin de fer-musée Blonay-Chamby, Duits: Museumsbahn Blonay-Chamby) is een Zwitserse museumspoorlijn gevestigd in Chaulin met een spoorwijdte van 1.000 mm (meterspoor), zonder tandstaaf. Het museum is actief op het traject van Blonay naar Chamby.

## Geschiedenis

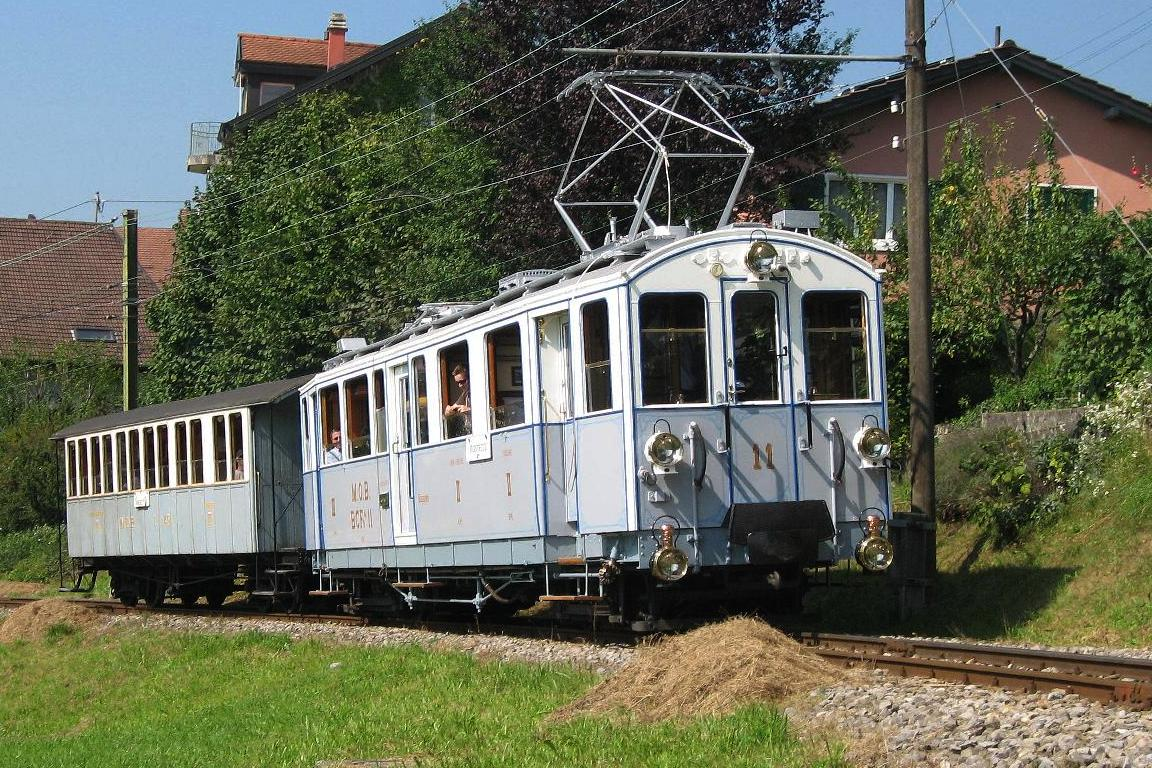
Historische motorwagen BCFe 4/4 11 van de Montreux-Berner Oberland-Bahn (MOB) op de Museumsbahn Blonay-Chamby in 2012.

De Blonay-Chamby museumspoorweg is een vereniging die in 5 december 1966 is opgericht en maakt voor haar activiteiten gebruik van het op 21 mei 1966 stilgelegde traject van Blonay naar Chamby van de Chemins de fer électriques Veveysans (CEV). De infrastructuur van het traject is tegenwoordig eigendom van de opvolger van de CEV, namelijk de Transports Montreux-Vevey-Riviera (MVR).

## Elektrische tractie
Het traject van de BC werd geëlektrificeerd met een spanning 900 volt gelijkstroom.

## Foto's

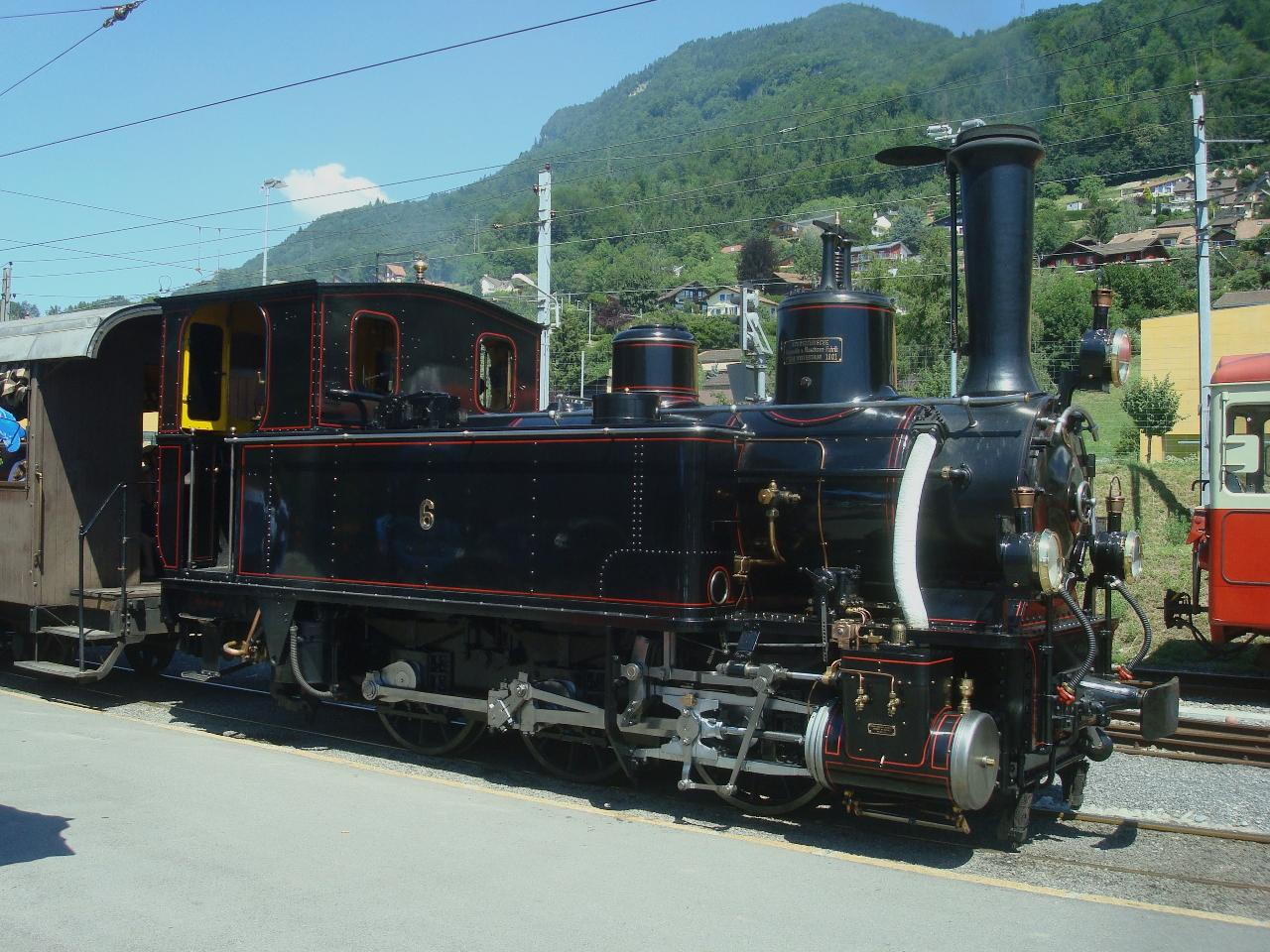
Stoomlocomotief G 3/3 6 van de Bière-Apples-Morges Bahn (BAM) in mei 2008 te Blonay.
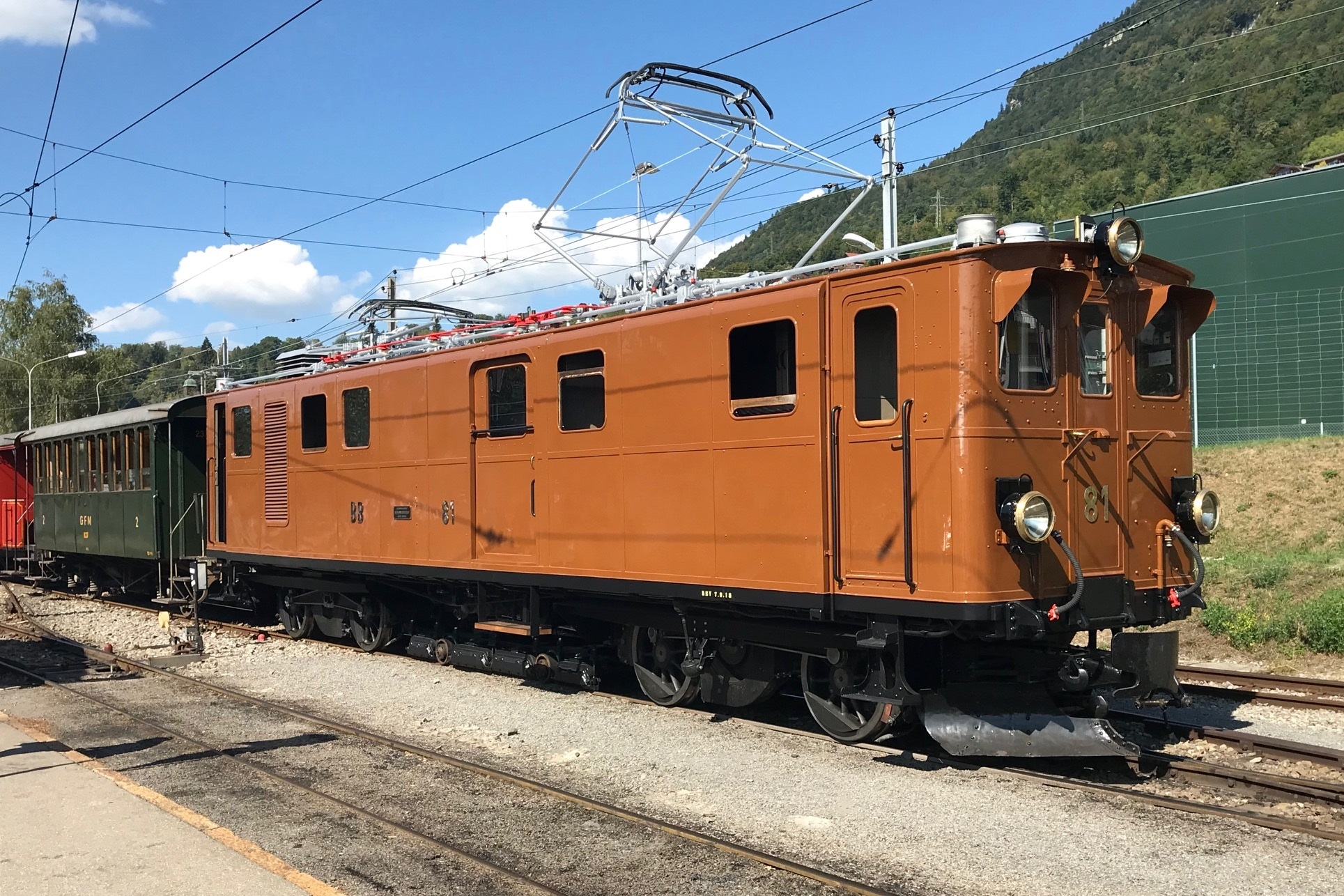
Locomotief Ge 4/4 81 in 2018 te Blonay.
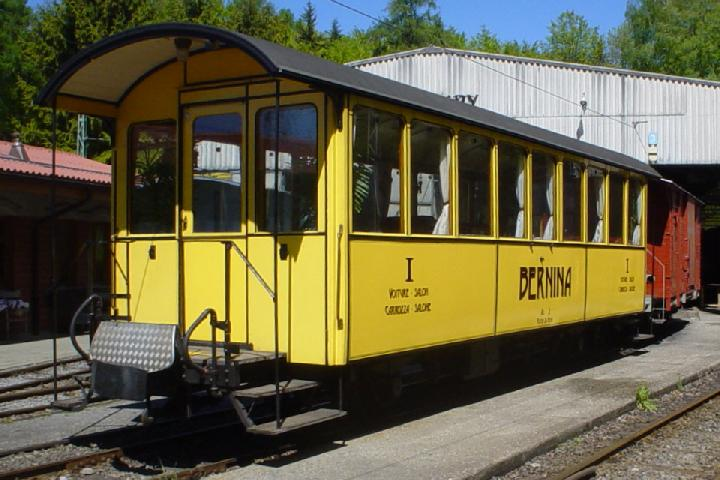
Salonwagen As2 2 van de Rhätischen Bahn in de hal van het museum in 2005 te Chaulin.
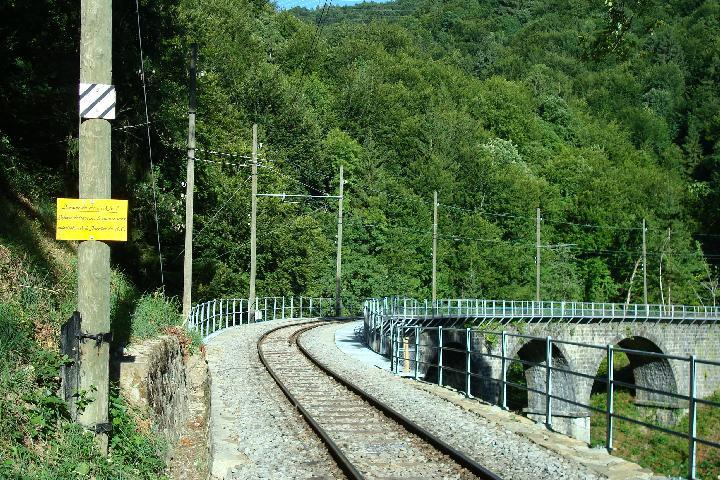
Viaduc de la Baye de Clarens van de Museumsbahn Blonay-Chamby in augustus 2008.
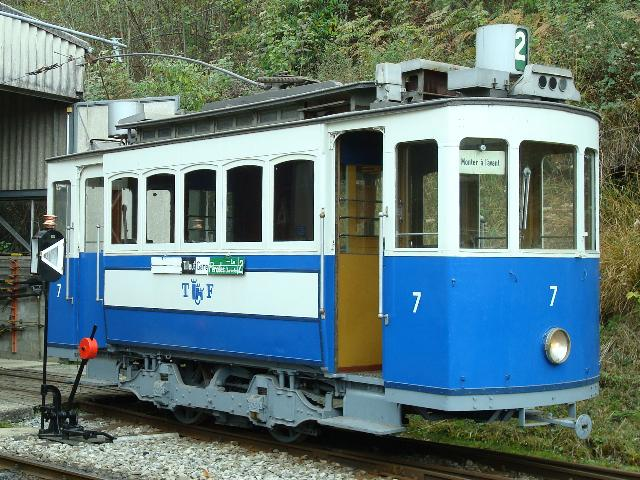
Motorwagen Ce 2/2 7 uit Freiburg im Üechtland (Schweiz) in oktober 2008 te Chaulin.
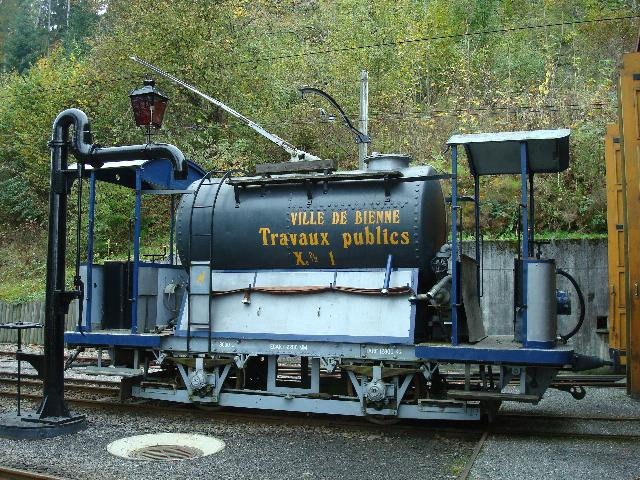
De enige tram van de Stadt Biel, waterwagen Xe 2/2 1 in oktober 2008.
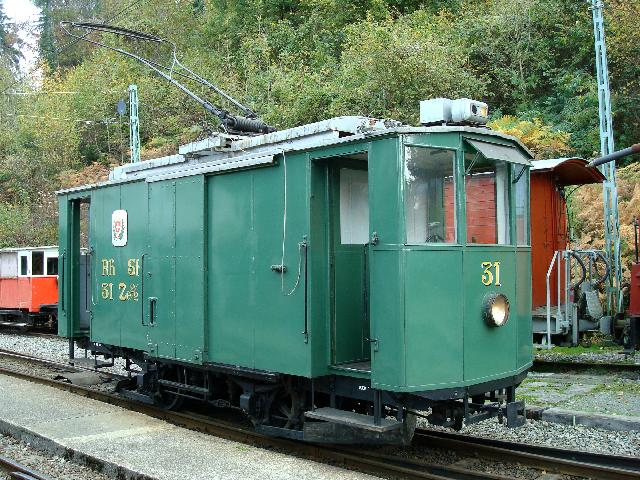
Historische postmotorwagen van de Rheintalischen Strassenbahn in 2008 te Chaulin.
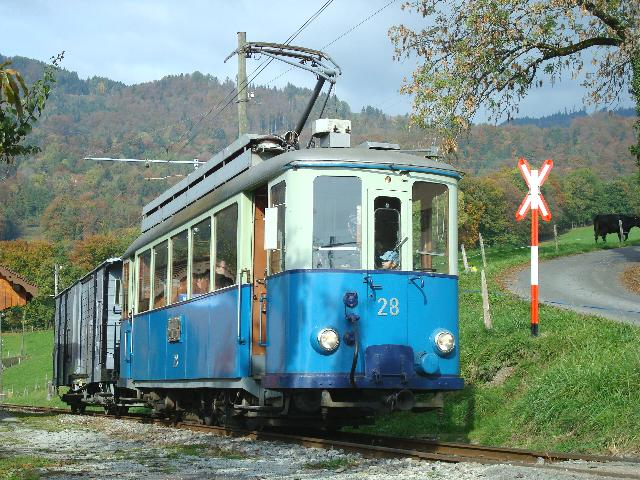
Motorwagen Ce 2/3 28 uit Lausanne in oktober 2008 te Chaulin (tijdelijk En Marin genoemd).
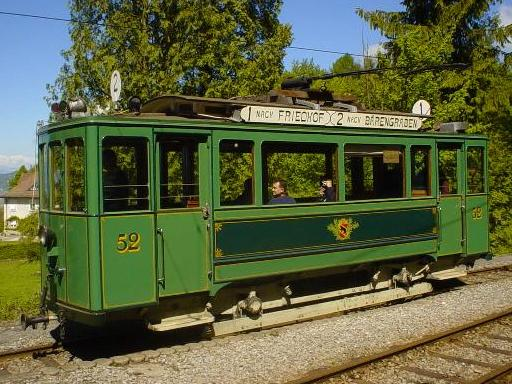
Historische Berner Tram in 2003.

- Bibliothèque nationale de France: cb12447453b (data)
- Système universitaire de documentation: 033625573
- Virtual International Authority File: 248317437